# トレスパス
『トレスパス』（原題: Trespass）は、1992年制作のアメリカ合衆国のアクション映画。タイトルの意味は“不法侵入”。
ウォルター・ヒル監督、『バック・トゥ・ザ・フューチャー』シリーズのボブ・ゲイルとロバート・ゼメキスが脚本・製作総指揮を務めた。
出演はウィリアム・サドラー、ビル・パクストンに、人気ミュージシャンのアイス-T、アイス・キューブ。出演者の大半がアフリカ系アメリカ人俳優である。

## あらすじ
アーカンソー州の消防士、ヴィンスとドンは出動した火災現場で遭遇した男ユージンから1つの封筒を手に入れた。
その中には、50年以上前にカトリック教会から盗まれた金の装飾品のありかを記した地図が入っていた。
2人は地図を頼りにセントルイスへ向かい、廃屋の工場で装飾品を探すが、そこでKJことキング・ジェームズ率いる黒人ギャング団による殺人を目撃してしまった事から、彼等と装飾品をめぐる凄絶な争奪戦を繰り広げる事になる。

## キャスト
※括弧内は日本語吹替（VHS版）
- ドン - ウィリアム・サドラー（井上和彦）
- ヴィンス - ビル・パクストン（関俊彦）
- KJ - アイス-T（若本規夫）
- サヴォン - アイス・キューブ（大友龍三郎）
- ブラッドリー - アート・エヴァンス（上田敏也）
- ラッキー - デヴロー・ホワイト（中原茂[2]）
- レイモンド - ブルース・A・ヤング（二又一成）
- ルーサー - グレン・プラマー
- ウィッキー - ストーニー・ジャクソン（高木渉）
- ビデオ - T・E・ラッセル（桜井敏治）
- クレタス - タイニー・リスター
- グース - ジョン・トールズ＝ベイ
- ユージン・デロング - ハル・ランドン・Jr（小関一）

## スタッフ
- 監督：ウォルター・ヒル
- 製作：ニール・カントン、マイケル・S・グリック
- 脚本・製作総指揮：ボブ・ゲイル、ロバート・ゼメキス
- 撮影： ロイド・エイハーン
- 音楽：ライ・クーダー